# خالد صقر (ممثل)
خالد صقر (3 أكتوبر 1990 -)، ممثل ومقدم برامج سعودي. شارك في مجموعة من الأعمال الفنية في السينما والتلفاز من أبرزها: فيلم «المسافة صفر»، ومسلسل «شارع الأعشى». حصل على عدد من الجوائز من بينها: جائزة أفضل ممثل من مهرجان أفلام السعودية عام 2017م، وجائزة «الدانة للدراما» لعام 2025م.

## العمل والمشاركات
- بدأ العمل الفني في عام 2011 بأدوار في الدراما السعودية، ثم انتقل للأفلام القصيرة ومنها «الشقة 6» و«كمان»، «الفلم الكذبي» وحاز على جائزة أفضل ممثل في مهرجان الشباب للأفلام عن فيلم «عطوى» الذي عرض في مهرجان برلين الدولي للأفلام القصيرة، بالإضافة لمشاركاته المتعددة في المسرح.
- شارك في المسلسل البدوي «الدمعة الحمراء» مع تركي اليوسف وعلا الفارس، إلى جانب ظهوره في برنامج الصدمة، وفي عدة حلقات من مسلسل سيلفي» على شاشة إم بي سي 1.
- شارك بعدد من المسلسلات الأخرى. حصل على جائزة أفضل ممثل من مهرجاني «أفلام السعودية والشباب» عن فيلميه «كمان» و«عطوى».
- رأس لجنة تحكيم الأفلام الروائية القصيرة في مهرجان أفلام السعودية في دورته العاشرة لعام 2024م.[4]

## قائمة الأعمال

### الأفلام
| السنة | العمل         | الدور   | ملاحظات |
| ----- | ------------- | ------- | --- |
| 2015  | عطوى          |         | حصل خالد صقر على جائزة أفضل ممثل عن دوره في الفيلم في مهرجان الأفلام للشباب، وأخرج الفيلم عبد العزيز الشلاحي. |
| 2016  | كمان          |         | الفيلم الفائز بجائزة النخلة الذهبية في مهرجان أفلام السعودية 2016.                                            |
| 2016  | الفيلم الكذبي |         | إخرج فيصل المهيدلي.                                                                                           |
| 2016  | 300كم         |         | حصل خالد صقر على جائزة أفضل ممثل عن دوره في الفيلم في مهرجان أفلام السعودية 2017. والفيلم إخراج محمد الهليل.  |
| 2016  | الشقة 6       |         | إخراج حسام الحلوة.                                                                                            |
| 2017  | المغادرون     |         | تأليف مفرج المجفل وإخراج عبد العزيز الشلاحي.                                                                  |
| 2019  | اختياري       |         | سلسلة أفلام عناقيد.                                                                                           |
| 2019  | فنجان مريم    |         | سلسلة أفلام عناقيد.                                                                                           |
| 2019  | ولد ملكاً      | ابن لؤي | |
| 2019  | شيهانه        |         | إخراج خالد الحجر.                                                                                             |
| 2019  | المسافة صفر   | ماجد    | تأليف مفرج المجفل وإخراج عبد العزيز الشلاحي.                                                                  |
| 2023  | السجين        | عمار    | إخراج محمود كامل.                                                                                             |

### المسلسلات
| السنة | العمل              | الدور               | ملاحظات                                                                  |
| ----- | ------------------ | ------------------- | ------------------------------------------------------------------------ |
| 2011  | نجمة إلا ربع       |                     | عرض على قناة المجد الفضائية                                              |
| 2011  | أيام و ليالي       |                     | عرض على القناة السعودية                                                  |
| 2013  | شفت الليل 2        |                     | عرض على قناة روتانا خليجية                                               |
| 2016  | عائلة الدكتور سعود | عادل                | عرض على القناة السعودية                                                  |
| 2015  | سيلفي 1            |                     | عرض على قناة MBC                                                         |
| 2016  | سيلفي 2            |                     | عرض على قناة MBC.                                                        |
| 2016  | الدمعة الحمراء     | مزعل                | بطولة عبد المحسن النمر وتركي اليوسف، وعرض على قناة MBC.                  |
| 2016  | 42 يوم             | سلطان               | تأليف فهد الأسطا وعبد المحسن الضبعان، وعرض على قناة روتانا خليجية.       |
| 2017  | بشر                |                     | عرض على قناة OSN.                                                        |
| 2018  | بدون فلتر          |                     | حلقة (رقصة الموت).                                                       |
| 2019  | على جنب            |                     | بطولة فايز المالكي وراشد الشمراني وحسن عسيري.                            |
| 2020  | عندما يكتمل القمر2 | بدر كامل مروان /صاد | عرض على قناة MBC.                                                        |
| 2020  | ضحايا حلال         |                     | عرض عبر منصة شاهد. تأليف نور الشيشكلي، وإخراج أحمد مدحت.                 |
| 2021  | قصص بشر            |                     |                                                                          |
| 2021  | اختطاف             | ماجد                |                                                                          |
| 2022  | سكة سفر 2          |                     | [ 20 ]                                                                   |
| 2022  | الزاهرية           | فايز                | [ 21 ]                                                                   |
| 2024  | ثانوية النسيم      | الأستاذ عبد الله    | كتابة علاء حمزة، وإخراج عبد الرحمن الجندل.                               |
| 2025  | شارع الأعشى        | حمد (ابو ابراهيم)   | عن رواية "غراميات شارع الاعشى" للكاتبة بدرية البشر و إخراج أحمد كاتيكسيز |
| 2025  | هزاع               | هزاع                | إخراج محمد الهليل.                                                       |

### البرامج التلفزيونية
| السنة | العمل            | الدور         | ملاحظات                 |
| ----- | ---------------- | ------------- | ----------------------- |
| 2016  | الصدمة           |               | عرض على قناة MBC.       |
| 2017  | يا تلفزيوني      | مقدم البرنامج | عرض على القناة السعودية |
| 2024  | الحب أعمى، حبيبي | مقدم البرنامج | عرض على نتفليكس         |

### المسرحيات
| السنة | العمل     | الدور | ملاحظات                                                    |
| ----- | --------- | ----- | ---------------------------------------------------------- |
| 2019  | وش أخبارك |       | بطولة فايز المالكي، وعُرضت ضمن فعاليات موسم الرياض 2019.    |
| 2019  | أبو قدحة  |       | بطولة فايز المالكي، وتأليف محمد الفهادي وإخراج خالد الباز. |

## الجوائز
- جائزة أفضل ممثل من مهرجان الشباب للأفلام في جدة عام 2016م.[29]
- جائزة أفضل ممثل من مهرجان أفلام السعودية (الدورة الرابعة) عام 2017م، عن فيلم "300 كم".[30]
- جائزة «الدانة للدراما» في نسختها الثانية لعام 2025 لأفضل ممثل عن دوره في مسلسل «شارع الأعشى».[31]

## وصلات خارجية
- خالد صقر على موقع IMDb (الإنجليزية)
- خالد صقر على موقع قاعدة بيانات الأفلام العربية
- خالد صقر على موقع قاعدة بيانات الفيلم (الإنجليزية)